# John P. Washington
John P. Washington, ameriški vojaški kaplan, * 18. julij 1908, † 3. februar 1943.
Washington je bil rimskokatoliški duhovnik in poročnik-kaplan Kopenske vojske ZDA. Bil je eden od štirih kaplanov, ki so dali svoja življenja, da so rešili druge vojake med potopitvijo transportne ladje USAT Dorchester med drugo svetovno vojno.

## Življenje
Rodil se je v družini Franka in Mary Washington, ki sta se v ZDA preselila iz Irske; imela sta sedem otrok. John je že v mladosti izkazal zanimanje za religijo in kmalu je postal ministrant v lokalni cerkvi v Newarku (New Jersey). Kot nadarjen športnik in dober učenec si je uspel zagotoviti vstop v Seton Hall Preparatory School (South Orange, New Jersey); tu je končal srednjo šolo in hkrati se udeležil več predavanj, s katerimi se je pripravljal na duhovništvo. Po maturiranju je šolanje nadaljeval na Immaculate Conception Seminary School of Theology; male zaobljube je podal leta 1933 in čez dve leti je prejel duhovniško posvečenje. 
Naslednjih šest let je deloval v različnih župnijah v New Jerseyju. Potem, ko je Japonska napadla ZDA, se je pridružil Kopenski vojski ZDA kot vojaški kaplan. Sprva je služil v Indiani in Marylandu.
Pozno leta 1942 je bil premeščen v Camp Myles Standish (Taunton, Massachusetts), kjer je končal Kaplansko šolo na Univerze Harvard. Tu je spoznal tudi preostale tri kaplane iz četverice. 

## Smrt
Vsi štirje so se januarja 1943 vkrcali na transportno ladjo USAT Dorchester, na krovu katere je bilo čez 900 vojakov na poti v Veliko Britanijo preko Grenlandije. 
2. februarja 1943 je nemška podmornica U-223 opazila konvoj ladij, v kateri je plula tudi Dorchester. Približala se je konvoju in izstrelila torpedo, ki je zadel Dorchester malo po polnoči. Stotine vojakov so v paniki napolnili krov ladje in se pričeli vkrcavati na rešilne čolne. Nekaj čolnov je bilo poškodovanih in tako neuporabnih; štirje kaplani so pričeli organizirati prestrašene vojake. Pričeli so deliti rešilne jopiče iz shramb; ko jih je zmanjkalo, so se odpovedali svojim in jih dali vojakom. Potem, ko so ladjo zapustili zadnji rešilni čolni, so kaplani ostali na krovu s preostalimi vojaki, ki niso uspeli zapustiti ladje in jih vodili v molitev. 27 minut po udaru torpeda je Dorchester potonil s 672 ljudmi na krovu. Preživeli so nazadnje videli štiri kaplane, ko so stali na krovu, držeč se za roke in v molitvi.

## Spomin
Vsi štirje kaplani so bili odlikovani s Distinguished Service Cross in škrlatnim srcem. 3. februarja 1951 je predsednik ZDA Harry S. Truman odprl kapelo v njihovo čast v Grace Baptist Church (Filadelfija). Leta 1961 so ustanovili posebno medaljo - Chaplain's Medal for Heroism.